# Fontevraudklostret

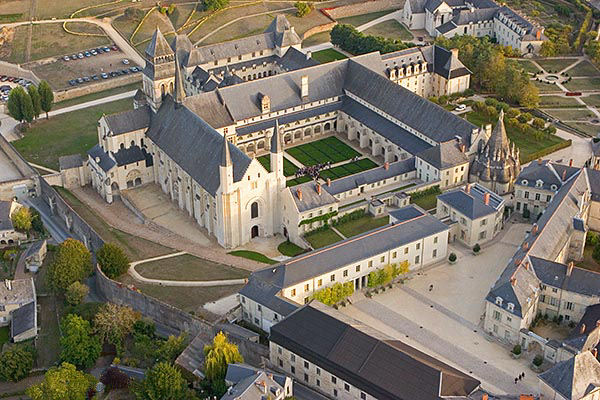
Klosteranläggningen

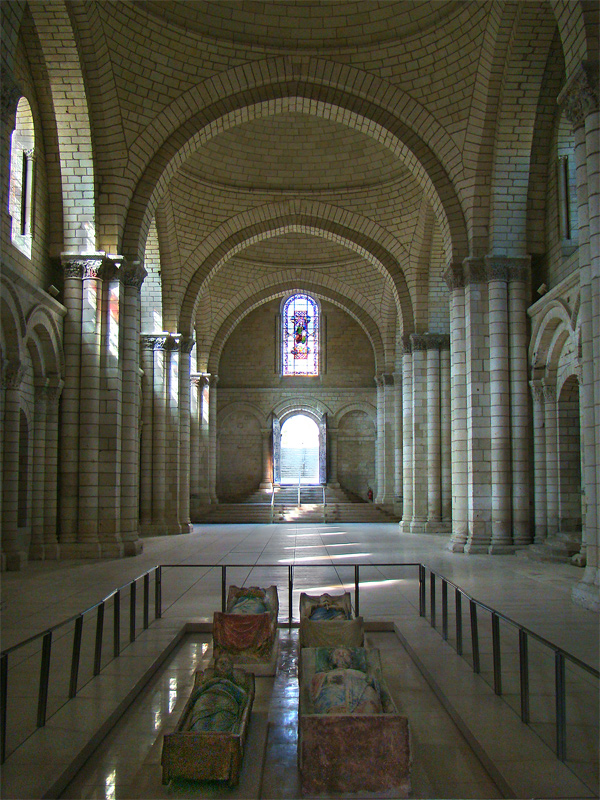
Kyrkorum i klosterkyrkan

Fontevraudklostret var ett kloster i departementet Maine-et-Loire, instiftat av fransmannen Robert av Arbrissel (död 1117). Det grundades år 1100 och var aktivt fram till år 1792. Det tjänstgjorde 1804–1963 som fängelse. Fontevraud var ett kloster för båda manliga och kvinnliga medlemmar av Fontevraudorden, lett av en abbedissa. Det fungerade främst som en asyl för kvinnor, och många berömda personer ligger begravda här. Fontevraudklostret är sedan år 2000 upptagen bland Unescos världsarv.  

## Historia
Klostrets första byggnader ska ha uppförts mellan 1110 och 1119. Klostret erhöll egna klosterregler som en egen orden, bekräftade av påven 1106 och 1113. Det annorlunda med denna orden var dess dubbelkloster med både munkar och nunnor, där även de förra lydde under abbedissan som var hela ordens överhuvud. Klostrens abbedissor var ofta av kunglig och aristokratiskt ursprung, och positionen hade stor status. Många berömda personer är begravda i Fontevraud, däribland kung Henrik II av England, Richard Lejonhjärta och Eleonora av Akvitanien. En viktig verksamhet var att erbjuda en fristad åt kvinnor, bland annat före detta prostituerade och kvinnor som misshandlades av sina män. Det tog också hand om uppfostran av flickor: Ludvig XV:s yngre döttrar uppfostrades 1738–1750 på Fontevraud. 
Fontevraud blomstrade under 1100-talet, då det vid ett tillfälle hade cirka 5000 medlemmar. Det rördes inte under hundraårskriget, trots att dess omgivningar plundrades upprepade gånger, men mycket av dess egendom konfiskerades, dess medlemsantal minskade och klostret befann sig i en nedgångsperiod fram till slutet av 1400-talet. I början av 1600-talet genomfördes reformer för att ytterligare isolera orden från omgivningen. Mellan 1637 och 1641 utspelades en konflikt där munkarna ifrågasatte abbedissans överhöghet, som emellertid slutade med den senares seger efter ingripande från påven. 
Fontevraudorden upplöstes i samband med franska revolutionen. 1790 förklarades byggnaden och dess egendom konfiskerad av staten, och staten utförde en inventering. De dåvarande ordensmedlemmarna fick fritt välja om de ville ge sig av eller stanna kvar, och de som stannade försörjdes tills vidare av staten. Den manliga avdelningen av klostret tömdes från april 1790, en process som var avslutad i juni 1791. De kvinnliga ordensmedlemmarna föredrog dock nästan samtliga att stanna. På order av den dåvarande franska regeringen upplöstes alla kloster i Frankrike år 1792: klostren skulle utrymmas 17 augusti, och processen skulle vara slutförd 1 oktober. Den sista nunnan lämnade det före detta klostret i september 1792. I januari 1793 bröt sig en mobb in i byggnaderna och plundrade och vandaliserade bland annat de gamla kungagravarna.  
Mellan 1804 och 1963 tjänstgjorde byggnaderna som fängelse. Byggnaderna betraktades från 1840 som kulturminnesmärkta. Från 1850 inhyste det endast manliga fångar. År 2000 förklarades Fontevraudklostret för historiskt minnesmärke av Unesco.